# Le Naiadi
Le Naiadi (Les Naïades) è un quadro realizzato dall'artista francese Jean-Jacques Henner nel 1877 e che si trova al museo nazionale Jean-Jacques-Henner di Parigi.

## Storia
Questa tela è frutto di una commissione per la sala da pranzo dell'hôtel particulier dei coniugi Soyer, che vivevano al numero 43 della rue du Faubourg-Saint-Honoré, a Parigi. Il pittore conosceva il loro genero, l'architetto Paul Sédille. L'opera venne poi esposta all'esposizione universale che si svolse nel 1878 sempre nella capitale francese. Nel 1920, la nipote del pittore, Marie Henner, riacquistò l'opera per esporla nel museo a lui dedicato che venne inaugurato qualche anno dopo, nel 1924.

## Descrizione

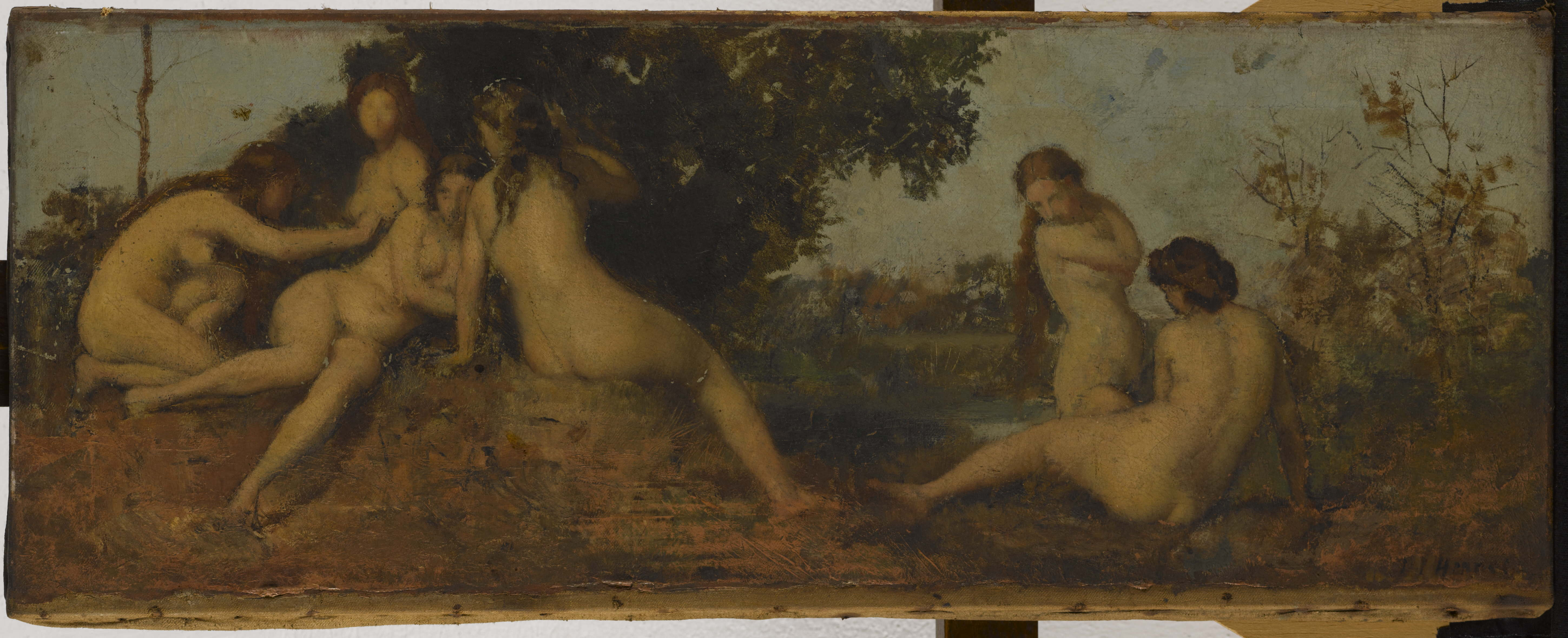
Uno studio per l'opera.

Quest'olio su tela, uno dei più grandi dell'artista, è un dipinto mitologico che rappresenta sei naiadi (le ninfe acquatiche della mitologia greca) dai capelli rossi nei pressi di uno specchio d'acqua. Questo soggetto era già stato affrontato da Jean-Jacques Henner nel 1875, quando aveva esposto al Salone di Parigi una Naiade che oggi si trova al museo d'Orsay. Secondo un critico dell'epoca, l'utilizzo del colore nella composizione richiama quello della pittura lombardo-veneziana del sedicesimo secolo, in quanto queste ninfe sono "ambrate dolcemente, in una tonalità bella e calda". Come in altri dipinti dell'artista che hanno come soggetto un nudo artistico, i corpi nudi dei personaggi emergono maggiormente dallo sfondo scuro. Dietro queste bagnanti si trova un paesaggio con degli alberi e una collina in alto a destra. Esistono vari bozzetti a olio del quadro: uno si trova al museo di belle arti di Parigi, mentre nel museo Jean-Jacques Henner è conservato uno schizzo che presenta una settima figura in piedi, al centro della composizione, mentre rivolge la schiena allo spettatore. Esistono inoltre dei disegni preparatori per le figure.